# Куркубеу (Прахова)
Куркубеу (рум. Curcubeu) насеље је у Румунији у округу Прахова у општини Балта Доамнеј. Oпштина се налази на надморској висини од 97 m.

## Становништво
Према подацима из 2002. године у насељу је живело 638 становника, од којих су сви румунске националности.